# Teodoros Dilijanis
Teodoros Dilijanis, pol. również Theodoros Delijanis (gr. Θεόδωρος Δηλιγιάννης; ur. w 1826, zm. w 1905) – grecki polityk, lider Partii Ludowej, pięciokrotny premier Grecji. Jego rywalizacja z liderem Partii Modernistycznej Charilaosem Trikupisem zdominowała grecką scenę polityczną ostatnich dziesięcioleci XIX wieku.

## Życiorys
Osierocony w dzieciństwie, zdołał ukończyć studia prawnicze na uniwersytecie w Atenach. W 1862 po raz pierwszy został wybrany posłem do Zgromadzenia Narodowego (startował w Gortyni)). W 1878 kierował delegacją grecką na kongresie berlińskim. Polityk konserwatywny i populistyczny, przez cały okres dwóch ostatnich dekad XIX wieku rywalizował o władzę z Charilaosem Trikupisem i jego Partią Progresywną. Zwolennik Wielkiej Idei.
Urząd premiera objął po raz pierwszy w 1885. W tym samym roku, w czasie kryzysu w Rumelii Wschodniej, ogłosił mobilizację, doprowadzając do ogłoszenia w 1886 blokady Grecji przez europejskie mocarstwa. Wskutek poniesionych strat gospodarczych Dilijanis ustąpił z urzędu, zastąpiony przez Dimitriosa Ralisa. W roku 1895 objął go po raz trzeci. Jego rząd współfinansował Letnie Igrzyska Olimpijskie 1896. W 1897, mając poparcie opinii publicznej, zdecydował o podjęciu interwencji greckiej po stronie powstańców kreteńskich, kierując na Kretę początkowo jedynie flotę, a następnie także pozostałe formacje wojskowe. Po klęsce Grecji w wojnie ustąpił. Nie stracił jednak całej popularności. Jego Partia Narodowa wygrała wybory jeszcze dwukrotnie; za każdym razem Dilijanis ponownie stawał na czele rządu (1902-1903 i 1904-1905).
Zginął zasztyletowany przez hazardzistę Jerakarisa, oburzonego z powodu podjętych przez jego rząd kroków wymierzonych w gry hazardowe.